# Treize cieux

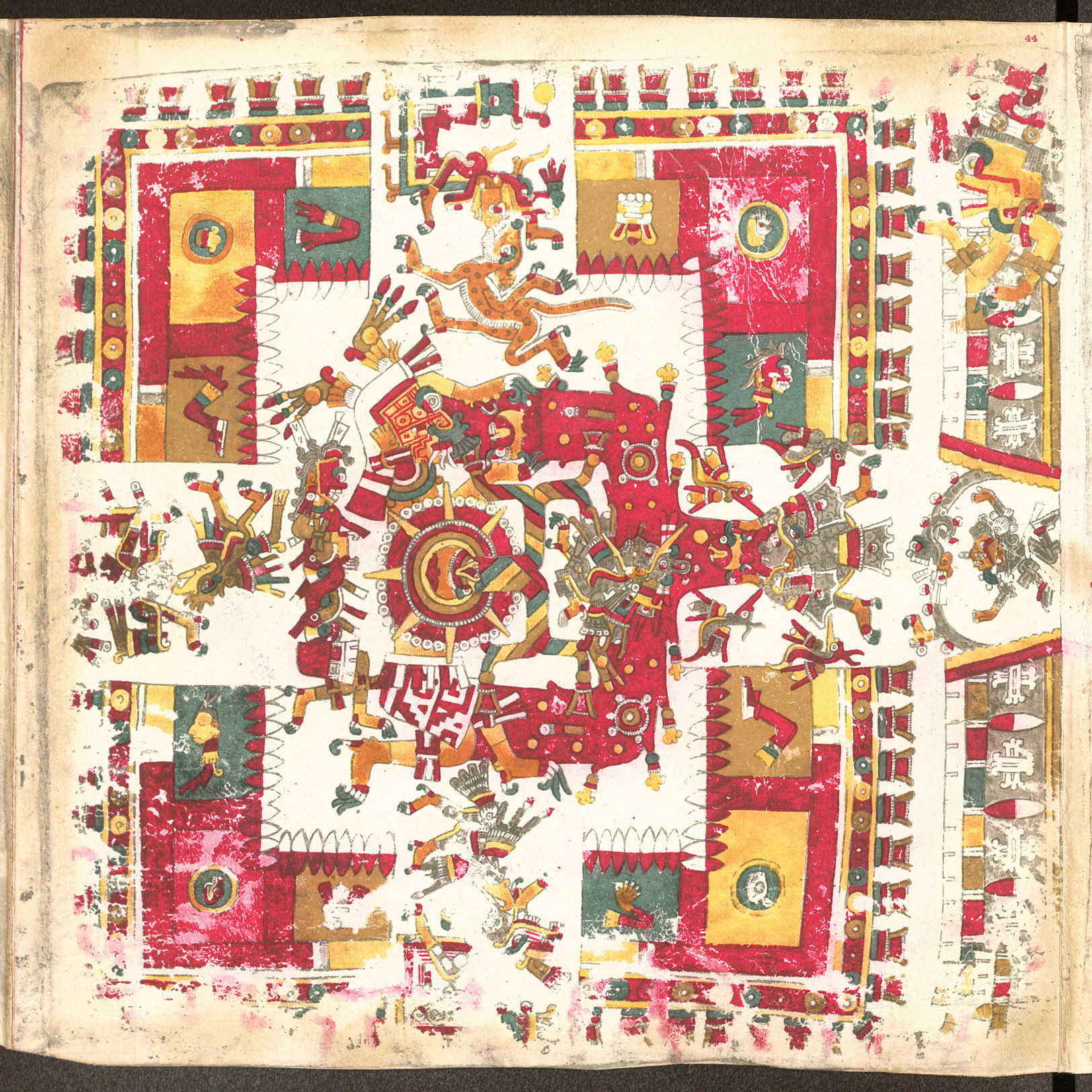
La page 44 du Codex Borgia représente, à droite de l'image, les cieux sous la forme d'une frange de déesses avec des éléments divers dont des silex et des jupes étoilées.

Dans la cosmogonie aztèque, les treize cieux (en náhuatl Ilhuícatl Iohtlatoquiliz ou Ilhuicatl iohhui) correspondent à treize espaces célestes répartis et organisés par Tezcatlipoca et Quetzalcóatl lors de la création du cinquième soleil afin d'engendrer un univers structuré pour l'humanité. Alors que le supramonde des treize cieux et que l'inframonde du Mictlan se déploient verticalement, le Tlalticpac qui est l'espace terrestre de l'humanité se déploie horizontalement.

## Mythologie aztèque
Après la chute du quatrième soleil et afin de recréer un monde propice à l'humanité, Quetzalcóatl et Tezcatlipoca assassinent Cipactli, une créature chimérique vorace qui flotte dans le vide primordial, et se servent de son corps coupé en morceaux pour organiser le cosmos. Sa tête sert à créer les royaumes célestes, son corps l'espace terrestre et enfin sa queue et ses extrémités servent à créer les régions de l'inframonde. Afin que le Tlalticpac ne soit pas écrasé entre les treize cieux et le Mictlan, quatre arbres, piliers ou géants sont placés aux quatre points cardinaux ainsi qu'un axe central pour que chaque région soit séparée et indépendante.
Chaque ciel est le domaine d'un ou plusieurs dieux et parfois d'armées d'étoiles, qui président au bon fonctionnement du cycle sidéral ou climatique.
Selon Ana Díaz auteur de "Cielos e inframundos", les illustrations des pages 29 et 30 du Codex Borgia mettent en relief le fait que les mondes supérieurs et inférieurs partagent une même essence, mais leurs qualités résident dans la transformation par l'action rituelle de la parole et de l'offrande qui précèdent et dirigent cette transformation.

## Les espaces célestes
La feuille IV du Codex Vaticanus A ou Codex Rios, fait état d'un total de douze cieux distribués et organisés en groupes. Neuf sont attribués à des plans sacrés où résident des divinités, deux espaces sont placés juste au-dessus du monde terrestre, et au-dessus de tous ces espaces un être divin préside la scène.
Christian Aboytes et Ross Hassig font état d'un ciel intermédiaire entre le dernier ciel illustré dans le Codex Rios et l'être divin qui préside la scène en ajoutant le Ilhuícatl-Teteocán domaine exclusif des quatre dieux créateurs, connus sous le nom des quatre Tezcatlipocas.

| Les treize cieux,                                                                                        | |                                                                           | |
| Nom | Nom | Nom                                                                       | Habitants |
| 1 | - Ilhuícatl-Metztitlán - Ilhuícatl-Meztli - Ilhuícatl-Tláloc - Ilhuícatl-Tláloc-Metztli - Ilhuícatl-Tlalocán - Ilhuícatl-Tlalocán-Metztlitlán | "Ciel / Lieu où est la lune"                                              | - Metztli, déesse de la lune. - Tlazoltéotl, déesse de la purification et des sages-femmes, déesse des plaisirs charnels et des transgressions. - Tláloc, dieu de la pluie, de la foudre et des séismes. - Ehécatl, dieu du vent. Lieu où se meuvent la lune et les nuages. Alors qu'en ce lieu Ehécatl souffle sur les nuages, Tlaloc les perce pour faire tomber la pluie. Ross Hassig dans son livre "Time, history and belief in Aztec and colonial Mexico" traduit cet espace comme suit : Ilhuícatl Tlalocan Ipan Metztli, le ciel qui est la demeure de Tlaloc qui est au-dessus de la Lune. Le Tlalocan est le séjour des morts touchés par la foudre, morts noyés ou de maladies liées à l'eau. |
| 2 | - Ilhuícatl-Citlalcuauhco - Ilhuícatl-Cíntlalco - Ilhuícatl-Tetlalíloc                                                                        | "Ciel / Lieu de Citlalicue"                                               | - Citlalicue, déesse des étoiles femelles (Voie lactée). - Citlaltónac, dieu des étoiles mâles (Voie lactée). - Constellations - Citlaxonecuilli, voir Grande ourse. - Citlaltlachtli, voir Orion. - Citlalcólotl, voir Scorpion. - Citlalozomahtli, voir Céfée, Petite ourse et Dragon. - Citlalmiquiztli, voir Sagittaire et Couronne australe. - Citlalhuitzitzilin, voir Colombe et Lièvre. - Citlalmazatl, voir Fourneau et Éridan. - Citlalolli, voir Lion. - Citlalcuetzpalli, voir Andromède et Pégase. - Citlaltécpatl, voir Poisson austral et Grue. - Citlalxonecuilli, voir Cocher et Persée. - Tianquiztli, voir les Pléiades. - Centzon Mimixcoa, dieux des étoiles du nord. - Centzon Huitznáhuac, dieux des étoiles du sud. Lieu où se déplacent les étoiles vers les quatre directions cardinales. |
| 3 | - Ilhuícatl-Tonatiuhtlán - Ilhuícatl-Tonatiuh                                                                                                 | "Ciel / Lieu de Tonatiuh"                                                 | - Tonatiuh, dieu du soleil. C'est la résidence occidentale du dieu jaune Tonatiuh, depuis laquelle il se couche à l'ouest jusqu'à s'immerger dans l'inframonde du Mictlan. C'est également le séjour des guerriers morts au combat et des femmes mortes en couche appelées Cihuateteo, tout comme celui des défunts issus de sacrifices rituels selon la divinité invoquée. Les guerriers accompagnent Tonatiuh de son lever jusqu'à midi et les Cihuateteo de midi jusqu'à son coucher en entonnant des chants et des danses, le cœur brûlant d'allégresse. |
| 4 | - Ilhuícatl-Huitztlán - Ilhuícatl Huixtotlan - Ilhuicatl Huixtutla*                                                                           | "Ciel / Lieu où sont les épines" "Ciel de sel*"                           | - Tlahuizcalpantecuhtli, dieu de l'aurore, seigneur de l'étoile du matin. Il est parfois associé à Quetzalcóatl. - Xólotl, dieu du crépuscule, seigneur de l'étoile du berger le soir. Dans cet espace le dieu soleil parcourt la voûte céleste chaque jour et est accompagné la nuit de Xólotl lors de son passage par l'inframonde du Mictlan. C'est la résidence du dieu de l'aube Tlahuizcalpantecuhtli, de là il surgit de l'océan qui entoure le monde pour annoncer la venue du dieu soleil Tonatiuh. Dans la section du Codex Chimalpopoca qui relate en partie la légende des soleils, Tlahuizcalpantecuhtli, irrité par l'arrogance de Tonatiuh qui ne se déplace pas dans le ciel à la suite de sa création, l'attaque à l'aide de flèches ou d'épines lancées avec un atlatl. Il manque sa cible et reçoit une flèche de Tonatiuh qui lui transperce le visage. Il devient alors Itztlacoliuhqui dieu du gel et de la justice représenté les yeux bandés. Ross Hassig traduit cet espace comme suit : Ilhuícatl Huixtotlan, le ciel qui est à côté de l'eau salée. |
| 5 | - Ilhuícatl-Mamalcuauhco - Ilhuícatl-Mamaloaco - Ilhuícatl-Mamalhuayocan                                                                      | "Ciel de Mamaluaztli" "Lieu où le ciel est percé / Lieu où le ciel coule" | - Mamalhuaztli, voir Castor et Polux, Gémeaux. - Citlalinpopoca - Citlalmina, déesse des étoiles errantes. Lieu où se déplacent les comètes, les étoiles errantes et les aérolithes. |
| 6 | - Ilhuícatl-Yayauhcuauhco - Ilhuícatl-Tlilcuauhco - Ilhuícatl-Yayauhco                                                                        | "Ciel / Lieu de la région noire"                                          | - Tezcatlipoca, dieu de la providence, du temps et de la mémoire. Seigneur de la nuit, régent du nord. C'est la région d'où la nuit provient et s'étend vers les quatre directions cardinales de l'espace. |
| 7 | - Ilhuícatl-Xoxocuauhco - Ilhuícatl-Xoxoauhco - Ilhuícatl-Xoxoco - Ilhuícatl-Xoxoauhqui - Ilhuícatl-Xoxoctic                                  | "Ciel / Lieu de la région bleue"                                          | - Huitzilopochtli, dieu guerrier de la volonté, seigneur du feu et du soleil. Régent du sud. C'est le ciel bleu du jour dans lequel le soleil montre son visage dès l'aube. |
| Le sixième et le septième ciels peuvent être décrits avec les couleurs "noir et bleu" ou "bleu et vert". | |                                                                           | |
| 8 | - Ilhuícatl-Nanatzcalóyan - Ilhuícatl-Nanatzcáyan - Ilhuícatl-Itzapan-Nanatzcáyan                                                             | "Ciel / Lieu où craquent les couteaux d'obsidienne"                       | - Mictlantecuhtli, dieu de la mort et seigneur du Mictlan l'inframonde. - Mictecacíhuatl, déesse de la mort et régente de l'inframonde. C'est la résidence céleste des dieux de la mort et de là d'où proviennent les tempêtes. Ross Hassig traduit cet espace comme suit : Ilhuícatl Nanatzcayan, le lieu où les choses grincent comme des dalles entre elles. |
| 9 | - Ilhuícatl-Teoiztacuauhco - Ilhuícatl-Teoiztac - Ilhuícatl-Teoixtac                                                                          | "Ciel / Lieu de la région blanche"                                        | - Quetzalcóatl, dieu de la vie, de la sagesse et des connaissances. Seigneur du jour et des vents, régent de l'ouest. - Tzitzimime, spectres des étoiles et personnification des éclipses et des perturbations. C'est la résidence du dieu blanc Quetzalcóatl, et aussi la région où se cachent les Tzitzimime, des entités stellaires qui descendent sur le monde les jours d'éclipse pour provoquer des maux aux hommes et perturber le soleil dans sa course. |
| 10 | - Ilhuícatl-Teocozáuhcuauhco - Ilhuícatl-Teocozáuhco                                                                                          | "Ciel / Lieu de la région jaune"                                          | - Tonatiuh, dieu du soleil. Résidence orientale du soleil, c'est de cette région que le dieu du soleil s'élève à l'est après avoir traversé le Mictlan durant la nuit. |
| 11 | - Ilhuícatl-Teotlacuauhco - Ilhuícatl-Teotlatláuhco - Ilhuícatl-Teotláuhco                                                                    | "Ciel / Lieu de la région rouge"                                          | - Xiuhtecuhtli, dieu du feu et du temps. - Xantico, déesse de l'âtre et du foyer, seigneur des volcans. - Xiuhtotontli, dieux mineurs du feu. - Xiuhiztacti / Xiuhtecuhtli-Iztacuhqui, (‘feu blanc’) - Xiuhtlatlauhtic / Xiuhtecuhtli-Tlatlauhqui (‘feu rouge’) - Xiuhcozauhtic / Xiuhtecuhtli-Cozauhqui (‘feu jaune’) - Xiuhyayauhtic / Xiuhtecuhtli-Xoxoauhqui (‘feu bleu’) Résidence du couple de dieux Xiuhtecuhtli, Xantico et de leurs enfants, c'est le lieu du ciel rouge qui émet ses rayons de chaleur et exprime que la création du monde est due au feu terrestre. |
| 12 | - Ilhuícatl-Teteocán | "Ciel / Lieu des dieux"                                                   | - Tezcatlipoca / Tezcatlipoca noir (Nord) - Xipetótec / Tezcatlipoca rouge (Est / Orient) - Quetzalcóatl / Tezcatlipoca blanc (Ouest / Occident) - Huitzilopochtli / Tezcatlipoca bleu (Sud) C'est la résidence des quatre fils des dieux créateurs primordiaux Ometecuhtli et Omecihuatl, les Tezcatlipōcas, qui ont hérité des pouvoirs créateurs de leurs parents. C'est un espace éminemment éternel où ces dieux demeurent et peuvent se projeter vers d'autres espaces. Ils y prennent d'autres visages et mettent des masques pour devenir d'autres tout en restant eux-mêmes. Ils y naissent et renaissent, se transforment et s'y alimentent en leur qualité d'êtres éternels. |
| 13 | - Ilhuícatl-Omeyocán | "Ciel / Lieu de la dualité"                                               | - Ometecuhtlmi, essence masculine de la création et dieu primordial de la substance, régent du cycle de la vie. - Omecíhuatl, essence féminine de la création et déesse primordiale de la substance, régente du cycle de la vie. Demeure du couple primordial Ometeotl, à l'origine de toute création et de toute la génération de dieux aztèques et créateurs de leur propre existence. |